# Associazione di cooperazione cristiana internazionale
L'Associazione di cooperazione cristiana internazionale, (ACCRI), è un'organizzazione non governativa (ONG), costituita il 4 maggio 1987 e riconosciuta dal Ministero degli Affari Esteri per la cooperazione internazionale. Aderisce alla FOCSIV, la Federazione degli organismi cristiani servizio internazionale volontario, ed opera in collegamento con le diocesi di Trento e Trieste, città in cui ha due sedi.
L'ACCRI opera in una logica di partenariato “alla pari” con altre ONG e organismi del sud del mondo. Tutti i progetti dell'ACCRI vengono concordati con i partner locali e sono tesi a promuovere autosviluppo, empowerment e  partecipazione dei beneficiari e ONG locali.
L'Associazione ha ottenuto nel 2005 l'Oscar del volontariato da parte della FOCSIV.

## L'impegno nei Paesi impoveriti del Sud del mondo
L'ACCRI Attualmente è presente in Africa (Ciad, Kenya) e America Latina (Ecuador, Bolivia e Cile)
L'ACCRI opera al Sud del mondo per favorire i processi di cambiamento volti a superare situazioni di ingiustizia e povertà, impegnandosi a promuovere lo sviluppo integrale della persona e delle comunità più povere ed a rafforzare i legami di amicizia e solidarietà tra i popoli in sintonia con i principi di Agenda21.
Attraverso la presenza di volontari adeguatamente formati l'ACCRI - lavorando in partenariato con  enti e associazioni locali  - appoggia i partner e gli operatori locali con progetti di promozione all'autosviluppo in diversi settori. Dalla formazione professionale dei ragazzi lavoratori all'agricoltura, dal recupero di ragazzi in situazioni di disagio al supporto organizzativo e al rafforzamento istituzionale, dalla gestione delle risorse idriche e la tutela ambientale fino alla prevenzione e cura dell'alcolismo.
Ogni iniziativa risponde ai diritti e bisogni primari dell'uomo valorizzando le potenzialità esistenti e privilegiando la formazione per favorire la sostenibilità delle iniziative.

## I progetti in corso
- Ciad (Gagal-Keuni): Appoggio all'autosviluppo socio–economico della popolazione agricola della zona di Gagal Keuni.
- Ecuador (Babahoyo): Muchachos Trabajadores: formazione professionale e promozione sociale per i ragazzi lavoratori.
- Ecuador (Pueblo Viejo): Sviluppo agricolo e formazione dei campesinos di Pueblo Viejo e Baba.
- Cile (Talca): Introduzione e sviluppo del modello ecologico-sociale (Hudolin) per problemi correlati all'alcol e alle altre dipendenze e realizzazione di un Centro Studi sul modello presso il CRATE.
- Cile (Talca): Hogar padre Hurtado: educazione e recupero psicosociale di bambini e giovani in condizione di disagio.
- Cile (Mataquito): Sviluppo di sistemi di agricoltura familiare sostenibile.
- Bolivia (Comarapa): Gestione integrata del bacino di S.Isidro.

## La formazione
L'ACCRI organizza ogni anno un percorso di formazione alla cooperazione ed al volontariato internazionale a quanti desiderano impegnarsi per un servizio al Nord o al Sud del mondo.
Il percorso prevede:
- una serie di incontri introduttivi su temi generali della cooperazione e del volontariato;
- una settimana residenziale finalizzata ad approfondire gli argomenti generali con una riflessione sulle motivazioni personali e sulle dinamiche relazionali;
- un orientamento psicologico per una migliore conoscenza delle proprie capacità riservato a quanti desiderano impegnarsi con una "partenza";
- una formazione specifica per il progetto in cui si andrà ad operare.

Il volontariato internazionale è la proposta, rivolta soprattutto ai giovani, di impegnare due o tre anni della propria vita in un progetto di cooperazione internazionale lavorando accanto alle comunità del Sud e, ritornati in patria, adoperarsi per modificare la cultura che favorisce o crea squilibri e dipendenze dei Paesi poveri. A quanti desiderano impegnarsi nel volontariato internazionale si chiede: maggiore età; maturità psicofisica; condivisione dei valori; disinteresse e spirito di adattamento; capacità di ascolto e dialogo; preparazione professionale e disponibilità a seguire l'itinerario formativo.

## Educazione allo sviluppo
L'ACCRI è presente nella scuola e sul territorio progettando e realizzando strumenti didattici interculturali; al fine di informare e sensibilizzare sulle tematiche dell'incontro e dell'integrazione, sui meccanismi internazionali che provocano impoverimento, esclusione, distruzione dell'ambiente e violazione dei diritti umani. ACCRI promuove seminari d'informazione e formazione per una cittadinanza che voglia essere attiva e solidale (ad esempio il progetto Da Frontiere a Ponti). Organizza mostre, tavole rotonde, eventi culturali in collaborazione con i partner del sud. ACCRI sostiene le campagne che intendono superare le politiche economiche nazionali e internazionali che creano dipendenza e/o asservimento. Inoltre collabora attivamente in rete con altre associazioni, comunità ed enti locali al sud come al nord.
Nel Centro Risorsa “Biblioteca del Mondo” si forniscono libri, DVD, CD, riviste, videocassette, dossier sui temi della cooperazione internazionale, pace, diritti umani, intercultura, solidarietà, culture altre; per l'approfondimento e l'autoformazione personale.
ACCRI è anche coeditore della rivista mensile Volontari per lo Sviluppo (VPS).